# Jewhen Neplach
Jewhen Serhijowycz Neplach, ukr. Євген Сергійович Неплях (ur. 11 maja 1992 w Dniepropietrowsku) – ukraiński piłkarz, grający na pozycji obrońcy.

## Kariera piłkarska

### Kariera klubowa
Wychowanek klubów UFK Dniepropetrowsk i Dnipro Dniepropetrowsk, barwy których bronił w juniorskich mistrzostwach Ukrainy (DJuFL). Karierę piłkarską rozpoczął 6 sierpnia 2009 w drużynie rezerw Dnipra. W czerwcu 2012 razem ze swoim kolegą z klubu Arturem Karnozą przeszedł do FK Sewastopol, w barwach którego 14 lipca 2012 debiutował w Pierwszej Lidze. 4 lipca 2014 po rozformowaniu Sewastopola podpisał kontrakt z greckim Plataniasem. 28 lutego 2016 roku podpisał kontrakt z Karpatami Lwów. 11 maja 2016 opuścił lwowski klub. 18 czerwca 2016 został piłkarzem Weresu Równe. 20 marca 2017 przeszedł do Illicziwca Mariupol. 14 czerwca 2018 przeniósł się do Wołyni Łuck.

### Kariera reprezentacyjna
W 2010 występował w juniorskiej reprezentacji Ukrainy. Od 2013 bronił barw młodzieżowej reprezentacji Ukrainy.
Ukończył Dniepropetrowski Państwowy Instytut Kultury Fizycznej i Sportu, otrzymał specjalność trenera.

## Sukcesy i odznaczenia

### Sukcesy klubowe
- mistrz Pierwszej Lihi Ukrainy: 2013